# 동남극 빙상

동남극 빙상(East Antarctic Ice Sheet, EAIS)은 경도 방향으로 서쪽 45°에서 동쪽 168° 사이에 위치한다. 약 3,400만 년 전에 처음 형성되었으며, 지구 전체에서 가장 큰 빙상으로, 남극횡단산맥에 의해 분리되어 있는 그린란드 빙상이나 WAIS(서남극 빙상)보다 훨씬 더 많은 양을 가지고 있다. 빙상의 평균 두께는 약 2.2km(1.4마일)이고 가장 두꺼운 지점은 4,897m(16,066피트)이다. 또한 지리적 남극점, 자남극 및 아문센-스콧 기지가 있는 곳이기도 하다.
EAIS의 표면은 지구상에서 가장 건조하고 바람이 많이 불며 가장 추운 곳이다. 공기 중 수분 부족, 눈으로 인한 높은 알베도, 표면의 지속적으로 높은 고도로 인해 거의 -100°C(-148°F)의 추운 온도 기록이 보고되었다. 이곳은 대기 온도 역전이 지속적으로 일어날 만큼 추운 지구상의 유일한 장소이다. 즉, 대기는 일반적으로 지표면 근처에서 가장 따뜻하고 고도가 높을수록 더 차가워지는 반면, 남극 겨울의 대기는 중간층보다 지표면이 더 시원한다. 결과적으로, 온실가스는 실제로 중간 대기에 열을 가두어 온도 역전이 지속되는 동안 표면으로의 열 흐름을 감소시킨다.

## 같이 보기
- 지구 빙권
- 서남극 빙상
- 그린란드 빙상